# Округ Валенсија (Њу Мексико)
Валенсија (енгл. Valencia County) је округ у америчкој савезној држави Њу Мексико.

## Демографија
По попису из 2010. године број становника је 76.569, што је 10.417 (15,7%) становника више него 2000. године.
| Група             | 2000.          | 2010.          |
| Белци             | 26.087 (39,4%) | 27.734 (36,2%) |
| Афроамериканци    | 837 (1,3%)     | 1.071 (1,4%)   |
| Азијати           | 235 (0,4%)     | 406 (0,5%)     |
| Хиспаноамериканци | 36.371 (55,0%) | 44.605 (58,3%) |
| Укупно            | 66.152         | 76.569         |